# Diplomatický vztah
Diplomatické vztahy jsou základní formou udržování oficiálních styků mezi suverénními státy, případně i mezi státy a dalšími subjekty v souladu s normami mezinárodního práva a praxí mezinárodní komunikace. Jejich smyslem je podpora a rozvoj přátelských vztahů mezi státy, udržování míru a bezpečnosti. 

## Pravidla pro navazování a udržování diplomatických vztahů
Diplomatické vztahy jsou dvoustranné, reciproční a dobrovolné – jejich zřízení může proběhnout pouze po dohodě obou zainteresovaných stran. Množství navázaných diplomatických styků obvykle odráží potenciál státu v této oblasti i jeho ekonomickou schopnost je udržovat. 
Podle mezinárodního práva má každý subjekt mezinárodního práva nárok na udržování diplomatických vztahů, tzn. právo zřídit zastupitelství své země v jiných státech (resp. význačných mezinárodních organizacích a institucích). 
V uspořádání diplomatických vztahů a v kodifikaci pro ně platných norem hrálo roli několik konvencí a konferencí: 
- První obsažná kodifikace norem diplomatických vztahů byla přijata na Vídeňském kongresu v roce 1815.
- Zde přijaté zásady byly rozšířeny a potvrzeny v závěrečném dokumentu konference v Cáchách roku 1818.
- Dnes užívané normy byly kodifikovány ve Vídni roku 1961 (Vídeňská úmluva o diplomatických stycích).
- Konzulární vztahy jsou upraveny Vídeňskou úmluvou o konzulárních stycích (1963).

Diplomatičtí zástupci (diplomaté) jsou podle Vídeňské úmluvy z roku 1961 děleni do tří tříd:
1. velvyslanec, nuncius
2. vyslanec, internuncius
3. chargé d’affaires

Funkce tzv. ministerského rezidenta, jak byla zavedena v Cáchách roku 1818, pozbyla během 20. století rozšíření (funkce velvyslance byla zpočátku vyhrazena pouze několika velmocím, ostatní státy vysílaly ministry resp. ministerské rezidenty). 
Konzul, stejně jako i apoštolský delegát, naproti tomu nemá na politickém poli žádnou pravomoc, není diplomatem. 
Vídeňská úmluva řídí také otázku ochrany diplomatických zástupců a jejich úřadů proti trestnímu stíhání a jiným zásahům státní moci. Zde se jedná o diplomatickou imunitu a exteritorialitu. 